# ستيب أب ريفلوشن
ستيب أب 4 ريفليوشن (بالإنجليزية: Step Up Revolution)‏ هو فيلم أمريكي، صدر عام 2012، الفيلم من بطولة كاثرين ماكورميك و‌ريان غوزمان ومن إخراج سكوت سبير.

## القصة
قصة الفيلم عن ايميلي حيث تصل إلى ميامي وتتطلع لأن تصبح راقصة محترفة، فتقابل سيان وتعجب به لتنضم لطاقم الرقص الخاص به.

## الممثلون
- كاثرين ماكورميك  بدور ايميلي
- ريان غوزمان بدور سيان
- كليوباترا كولمان بدور بينلوبي
- أدم ج. سيفاني

## الميزانية والإيرادات
بلغت تكلفة إنتاج الفيلم حوالي 33 مليون دولار بينما حقق أرباحا تقدر بـ 140470746 دولار.

## روابط خارجية
- ستيب أب ريفلوشن على موقع IMDb (الإنجليزية)
- ستيب أب ريفلوشن على موقع ميتاكريتيك (الإنجليزية)
- ستيب أب ريفلوشن على موقع روتن توميتوز (الإنجليزية)
- ستيب أب ريفلوشن على موقع نتفليكس (الإنجليزية)
- ستيب أب ريفلوشن على موقع قاعدة بيانات الأفلام العربية
- ستيب أب ريفلوشن على موقع ألو سيني (الفرنسية)
- ستيب أب ريفلوشن على موقع Turner Classic Movies (الإنجليزية)
- ستيب أب ريفلوشن على موقع أول موفي (الإنجليزية)
- ستيب أب ريفلوشن على موقع بوكس أوفيس موجو (الإنجليزية)
- ستيب أب ريفلوشن على موقع فيلمافينيتي (الإسبانية)